# 贾演
贾演是《红楼梦》中的一个人物，榮國公贾源的胞兄，被朝廷封為寧國公，底下有四子（書中僅提及長子贾代化），死後由長子贾代化繼承其爵位，贾演与贾源为贾府家业的开创者。
贾演在书中并未出场，只是由他人提及（第二回）。在《红楼梦》第五回中，贾宝玉梦遇警幻仙子，警幻仙子受宁荣二公嘱托而劝解宝玉。